# P3K: Pinocho 3000
P3K: Pinocho 3000 (o simplemente Pinocho 3000) es una película de 2004 de ciencia ficción y fantasía animada por ordenador, distribuida por Christal Films. Al igual que A.I. Inteligencia artificial (2001), P3K: Pinocho 3000 es una interpretación de ciencia ficción futurista de la novela clásica de 1883 Las aventuras de Pinocho de Carlo Collodi.

## Argumento
Tras los eventos de pinocho 2999, el inventor Gepetto de la ciudad de Scamboville que crea a Pinocho: un pequeño robot con la personalidad de un niño de carne y hueso. Pinocho, alegre, imaginativo, curioso, pero también testarudo e inocente, está dispuesto a cualquier cosa para conseguir su sueño: convertirse en un niño de verdad. El pequeño robot, es para el viejo y entrañable Gepetto, mucho más que una criatura creada por él, es casi el hijo que nunca ha tenido. Pinocho no deja de sorprender por sus increíbles habilidades y por su incansable curiosidad ante todo lo que le rodea. Gepetto no comprende porqué el malvado alcalde Scamboli está tan celoso de él, cuando tiene una hija maravillosa. Pero el noble Gepetto no comparte ese sentimiento de odio, más bien se compadece del alcalde, lo que, evidentemente, hace enfurecer más aún a Scamboli. Spencer, un pingüino convertido en ciborg como resultado de un experimento fallido de Scamboli, vive tranquilo como mano derecha de Gepetto. Aunque no comparta las inquietudes innatas de Pinocho, Spencer suele acompañarle en sus aventuras, ofreciéndole su peculiar y divertida interpretación de la vida. A su vez, Cyberina es un ser mágico en medio de un mundo de fría tecnología, una hada buena llena de vida que sale de la nada para sacar a Pinocho de apuros y guiarlo en su intento de convertirse en humano.

## Reparto
| Personaje                  | Actor original Estados Unidos | Actor de doblaje España   | Actor de doblaje México |
| -------------------------- | ----------------------------- | ------------------------- | ----------------------- |
| Scamboli                   | Malcolm McDowell              | Miguel Ángel Jenner       | Blas García             |
| Pinocho                    | Sonja Ball                    | Marta Ullod               | Azucena Martínez        |
| Geppetto                   | Howard Ryshpan                | Emilio Freixas            |                         |
| Cyberina                   | Whoopi Goldberg               | Lucrecia                  |                         |
| Spencer                    | Howie Mandel                  | Carlos Latre              |                         |
| Jake                       | Bobby Edner                   | José Antonio Torrabadella | Daniela Benítez         |
| Cynthia                    | Gabrielle Elfassy             | Paula Ribó                | Diana Nolan             |
| Marlene (Marlén en España) | Helene Evangeliou             | Roser Vilches             | Mireya Mendoza          |
| Cabbie                     | Matt Holland                  | Alberto Mieza             |                         |
| Rodo                       | Jack Daniel Wells             | Domenech Farell           |                         |
| Robot Policía              | ¿?                            | Carlos Vicente            |                         |